# Eduardo Cintra
Eduardo Cintra es un deportista brasileño que compitió en taekwondo. Ganó dos medallas de bronce en el Campeonato Panamericano de Taekwondo, en los años 1994 y 1996.

## Palmarés internacional
| Campeonato Panamericano | Campeonato Panamericano | Campeonato Panamericano | Campeonato Panamericano |
| Año                     | Lugar                   | Medalla                 | Categoría               |
| ----------------------- | ----------------------- | ----------------------- | ----------------------- |
| 1994                    | Heredia (Costa Rica)    | Medalla de bronce       | –83 kg                  |
| 1996                    | La Habana (Cuba)        | Medalla de bronce       | +83 kg                  |